# Liste des monuments historiques d'Anvers/Zurenborg
Cette page regroupe l'ensemble des monuments classés du quartier de Zurenborg dans la ville d'Anvers.
| Objet                                                                   | Statut du classement? | Année de construction/architecte | Section communale | Adresse                       | Coordonnées                      | Numéro d'inventaire | Illustration          |
| ----------------------------------------------------------------------- | --------------------- | -------------------------------- | ----------------- | ----------------------------- | -------------------------------- | ------------------- | --------------------- |
| (nl) Enkelhuis                                                          |                       |                                  | Anvers            | Arendstraat 7                 | 51° 12′ 23″ nord, 4° 25′ 36″ est | 6436                | Téléverser            |
| (nl) Enkelhuis in neorenaissancestijl                                   |                       |                                  | Anvers            | Arendstraat 52                | 51° 12′ 24″ nord, 4° 25′ 44″ est | 6437                | Téléverser            |
| (nl) Eenheidsbebouwing van drie enkelhuizen                             |                       |                                  | Anvers            | Bosduifstraat 17              | 51° 12′ 31″ nord, 4° 25′ 59″ est | 6543                | Téléverser            |
| (nl) Eenheidsbebouwing van drie enkelhuizen                             |                       |                                  | Anvers            | Bosduifstraat 19              | 51° 12′ 31″ nord, 4° 25′ 59″ est | 6543                | Téléverser            |
| (nl) Eenheidsbebouwing van drie enkelhuizen                             |                       |                                  | Anvers            | Bosduifstraat 21              | 51° 12′ 31″ nord, 4° 25′ 59″ est | 6543                | Téléverser            |
| (nl) Eenheidsbebouwing van drie enkelhuizen                             |                       |                                  | Anvers            | Bosduifstraat 10              | 51° 12′ 29″ nord, 4° 26′ 00″ est | 6544                | Téléverser            |
| (nl) Eenheidsbebouwing van drie enkelhuizen                             |                       |                                  | Anvers            | Bosduifstraat 12              | 51° 12′ 29″ nord, 4° 26′ 00″ est | 6544                | Téléverser            |
| (nl) Eenheidsbebouwing van drie enkelhuizen                             |                       |                                  | Anvers            | Bosduifstraat 14              | 51° 12′ 29″ nord, 4° 26′ 00″ est | 6544                | Téléverser            |
| (nl) Eenheidsbebouwing                                                  |                       |                                  | Anvers            | Bosduifstraat 16              | 51° 12′ 30″ nord, 4° 26′ 01″ est | 6545                | Téléverser            |
| (nl) Eenheidsbebouwing                                                  |                       |                                  | Anvers            | Bosduifstraat 18              | 51° 12′ 30″ nord, 4° 26′ 01″ est | 6545                | Téléverser            |
| (nl) Eenheidsbebouwing                                                  |                       |                                  | Anvers            | Bosduifstraat 20              | 51° 12′ 30″ nord, 4° 26′ 01″ est | 6545                | Téléverser            |
| (nl) Parochiekerk Sint-Norbertus                                        | Oui                   |                                  | Anvers            | Dageraadplaats 5              | 51° 12′ 25″ nord, 4° 25′ 52″ est | 6659                | Téléverser            |
| (nl) Hoekcomplex                                                        |                       |                                  | Anvers            | Dageraadplaats 18             | 51° 12′ 27″ nord, 4° 25′ 48″ est | 6660                | Téléverser            |
| (nl) Hoekcomplex                                                        |                       |                                  | Anvers            | Dageraadplaats 19             | 51° 12′ 27″ nord, 4° 25′ 48″ est | 6660                | Téléverser            |
| (nl) Twee winkelhuizen in neo-Vlaamse-renaissancestijl                  |                       |                                  | Anvers            | Dageraadplaats 21             | 51° 12′ 27″ nord, 4° 25′ 47″ est | 6661                | Téléverser            |
| (nl) Twee winkelhuizen in neo-Vlaamse-renaissancestijl                  |                       |                                  | Anvers            | Dageraadplaats 27             | 51° 12′ 27″ nord, 4° 25′ 47″ est | 6661                | Téléverser            |
| (nl) Eclectisch enkelhuis                                               |                       |                                  | Anvers            | De Boeystraat 14              | 51° 12′ 34″ nord, 4° 25′ 30″ est | 6679                | Téléverser            |
| (nl) Hoekhuis met de Provinciestraat                                    | Oui                   |                                  | Anvers            | De Boeystraat 16              | 51° 12′ 34″ nord, 4° 25′ 30″ est | 6680                | Téléverser            |
| (nl) Enkelhuis                                                          |                       |                                  | Anvers            | Dolfijnstraat 11              | 51° 12′ 25″ nord, 4° 25′ 58″ est | 6732                | Téléverser            |
| (nl) Eclectisch enkelhuis                                               |                       |                                  | Anvers            | Dolfijnstraat 33              | 51° 12′ 27″ nord, 4° 26′ 00″ est | 6733                | Téléverser            |
| (nl) "De Schorpioen", woon- en winkelfunctie                            |                       |                                  | Anvers            | Dolfijnstraat 49              | 51° 12′ 28″ nord, 4° 26′ 02″ est | 6734                | Téléverser            |
| (nl) "De Schorpioen", woon- en winkelfunctie                            |                       |                                  | Anvers            | Schorpioenstraat 22           | 51° 12′ 28″ nord, 4° 26′ 02″ est | 6734                | Téléverser            |
| (nl) "De Schorpioen", woon- en winkelfunctie                            |                       |                                  | Anvers            | Schorpioenstraat 24           | 51° 12′ 28″ nord, 4° 26′ 02″ est | 6734                | Téléverser            |
| (nl) Huizen in groepsbebouwing                                          |                       |                                  | Anvers            | Dolfijnstraat 55              | 51° 12′ 30″ nord, 4° 26′ 03″ est | 6735                | Téléverser            |
| (nl) Huizen in groepsbebouwing                                          |                       |                                  | Anvers            | Dolfijnstraat 57              | 51° 12′ 30″ nord, 4° 26′ 03″ est | 6735                | Téléverser            |
| (nl) Huizen in groepsbebouwing                                          |                       |                                  | Anvers            | Dolfijnstraat 59              | 51° 12′ 30″ nord, 4° 26′ 03″ est | 6735                | Téléverser            |
| (nl) Woningen in spiegelbeeld                                           |                       |                                  | Anvers            | Dolfijnstraat 55              | 51° 12′ 29″ nord, 4° 26′ 02″ est | 6736                | Téléverser            |
| (nl) Woningen in spiegelbeeld                                           |                       |                                  | Anvers            | Dolfijnstraat 59              | 51° 12′ 29″ nord, 4° 26′ 02″ est | 6736                | Téléverser            |
| (nl) Enkelhuis                                                          |                       |                                  | Anvers            | Dolfijnstraat 57              | 51° 12′ 29″ nord, 4° 26′ 03″ est | 6737                | Téléverser            |
| (nl) Neogotisch hoekhuis met Tweelingenstraat                           |                       |                                  | Anvers            | Dolfijnstraat 38              | 51° 12′ 26″ nord, 4° 26′ 01″ est | 6738                | Téléverser            |
| (nl) Neoclassicistisch enkelhuis                                        |                       |                                  | Anvers            | Dolfijnstraat 60              | 51° 12′ 27″ nord, 4° 26′ 03″ est | 6739                | Téléverser            |
| (nl) "Den Wolf", hoekpand                                               |                       |                                  | Anvers            | Door Verstraeteplaats 4       | 51° 12′ 29″ nord, 4° 25′ 57″ est | 6740                | Téléverser            |
| (nl) "Rijksarchief", hoekpand                                           |                       |                                  | Anvers            | Door Verstraeteplaats 5       | 51° 12′ 29″ nord, 4° 25′ 59″ est | 6741                | Téléverser            |
| (nl) Woon- en winkelhuis                                                |                       |                                  | Anvers            | Door Verstraeteplaats 6       | 51° 12′ 27″ nord, 4° 25′ 58″ est | 6742                | Téléverser            |
| (nl) Watertorens                                                        | Oui                   |                                  | Anvers            | Draakplaats                   | 51° 12′ 24″ nord, 4° 26′ 03″ est | 6743                | Téléverser            |
| (nl) Hoekpand met Grote-Hondstraat                                      |                       |                                  | Anvers            | Draakplaats 1                 | 51° 12′ 22″ nord, 4° 25′ 54″ est | 6744                | Téléverser            |
| (nl) Hoekpand met Draakplaats                                           |                       |                                  | Anvers            | Draakstraat 39                | 51° 12′ 22″ nord, 4° 25′ 55″ est | 6745                | Téléverser            |
| (nl) Tramloods en dienstwoning                                          | Oui                   |                                  | Anvers            | Draakplaats 6                 | 51° 12′ 24″ nord, 4° 26′ 00″ est | 6746                | Téléverser            |
| (nl) Instituut Maria Immaculata                                         |                       |                                  | Anvers            | Grotebeerstraat 31            | 51° 12′ 26″ nord, 4° 25′ 38″ est | 6811                | Téléverser            |
| (nl) Diephuizen                                                         |                       |                                  | Anvers            | Grotebeerstraat 61            | 51° 12′ 30″ nord, 4° 25′ 44″ est | 6812                | Téléverser            |
| (nl) Diephuizen                                                         |                       |                                  | Anvers            | Grotebeerstraat 67            | 51° 12′ 30″ nord, 4° 25′ 44″ est | 6812                | Téléverser            |
| (nl) Diephuizen                                                         |                       |                                  | Anvers            | Grotebeerstraat 75            | 51° 12′ 30″ nord, 4° 25′ 44″ est | 6812                | Téléverser            |
| (nl) Neoclassicistische eenheidsbebouwing                               |                       |                                  | Anvers            | Grotebeerstraat 36            | 51° 12′ 27″ nord, 4° 25′ 43″ est | 6813                | Téléverser            |
| (nl) Neoclassicistische eenheidsbebouwing                               |                       |                                  | Anvers            | Grotebeerstraat 38            | 51° 12′ 27″ nord, 4° 25′ 43″ est | 6813                | Téléverser            |
| (nl) Neoclassicistische eenheidsbebouwing                               |                       |                                  | Anvers            | Grotebeerstraat 40            | 51° 12′ 27″ nord, 4° 25′ 43″ est | 6813                | Téléverser            |
| (nl) Eenheidsbebouwing van drie enkelhuizen                             | Oui                   |                                  | Anvers            | Grotehondstraat 43            | 51° 12′ 22″ nord, 4° 25′ 43″ est | 6814                | Téléverser            |
| (nl) Eenheidsbebouwing van drie enkelhuizen                             | Oui                   |                                  | Anvers            | Grotehondstraat 45            | 51° 12′ 22″ nord, 4° 25′ 43″ est | 6814                | Téléverser            |
| (nl) Eenheidsbebouwing van drie enkelhuizen                             | Oui                   |                                  | Anvers            | Grotehondstraat 47            | 51° 12′ 22″ nord, 4° 25′ 43″ est | 6814                | Téléverser            |
| (nl) Diephuis in neorenaissancestijl                                    |                       |                                  | Anvers            | Grotehondstraat 59            | 51° 12′ 22″ nord, 4° 25′ 47″ est | 6815                | Téléverser            |
| (nl) Enkelhuis                                                          |                       |                                  | Anvers            | Grotehondstraat 71            | 51° 12′ 22″ nord, 4° 25′ 50″ est | 6816                | Téléverser            |
| (nl) Politiebureel                                                      | Oui                   |                                  | Anvers            | Grotehondstraat 2             | 51° 12′ 21″ nord, 4° 25′ 37″ est | 6817                | Téléverser            |
| (nl) Neoclassicistische enkelhuizen                                     |                       |                                  | Anvers            | Grotehondstraat 10            | 51° 12′ 21″ nord, 4° 25′ 40″ est | 6818                | Téléverser            |
| (nl) Neoclassicistische enkelhuizen                                     |                       |                                  | Anvers            | Grotehondstraat 12            | 51° 12′ 21″ nord, 4° 25′ 40″ est | 6818                | Téléverser            |
| (nl) Neoclassicistische enkelhuizen                                     |                       |                                  | Anvers            | Grotehondstraat 14            | 51° 12′ 21″ nord, 4° 25′ 40″ est | 6818                | Téléverser            |
| (nl) Neoclassicistische enkelhuizen                                     |                       |                                  | Anvers            | Grotehondstraat 16            | 51° 12′ 21″ nord, 4° 25′ 40″ est | 6818                | Téléverser            |
| (nl) Neoclassicistische enkelhuizen                                     |                       |                                  | Anvers            | Grotehondstraat 18            | 51° 12′ 21″ nord, 4° 25′ 40″ est | 6818                | Téléverser            |
| (nl) Neoclassicistische enkelhuizen                                     |                       |                                  | Anvers            | Grotehondstraat 20            | 51° 12′ 21″ nord, 4° 25′ 40″ est | 6818                | Téléverser            |
| (nl) Neoclassicistische enkelhuizen                                     |                       |                                  | Anvers            | Grotehondstraat 22            | 51° 12′ 21″ nord, 4° 25′ 40″ est | 6818                | Téléverser            |
| (nl) Neoclassicistische enkelhuizen                                     |                       |                                  | Anvers            | Grotehondstraat 24            | 51° 12′ 21″ nord, 4° 25′ 40″ est | 6818                | Téléverser            |
| (nl) Neoclassicistische enkelhuizen                                     |                       |                                  | Anvers            | Grotehondstraat 26            | 51° 12′ 21″ nord, 4° 25′ 40″ est | 6818                | Téléverser            |
| (nl) Neoclassicistische enkelhuizen                                     |                       |                                  | Anvers            | Grotehondstraat 28            | 51° 12′ 21″ nord, 4° 25′ 40″ est | 6818                | Téléverser            |
| (nl) Neoclassicistische enkelhuizen                                     |                       |                                  | Anvers            | Grotehondstraat 30            | 51° 12′ 21″ nord, 4° 25′ 40″ est | 6818                | Téléverser            |
| (nl) Neoclassicistische enkelhuizen                                     |                       |                                  | Anvers            | Grotehondstraat 32            | 51° 12′ 21″ nord, 4° 25′ 40″ est | 6818                | Téléverser            |
| (nl) Neoclassicistische enkelhuizen                                     |                       |                                  | Anvers            | Grotehondstraat 34            | 51° 12′ 21″ nord, 4° 25′ 40″ est | 6818                | Téléverser            |
| (nl) Neoclassicistische enkelhuizen                                     |                       |                                  | Anvers            | Grotehondstraat 36            | 51° 12′ 21″ nord, 4° 25′ 40″ est | 6818                | Téléverser            |
| (nl) "Notus-Zuid", "Zephur-West", "Eurus-Oost" en "Boreas-Noord"        | Oui                   |                                  | Anvers            | Grotehondstraat 38            | 51° 12′ 20″ nord, 4° 25′ 44″ est | 6819                | Téléverser            |
| (nl) "Notus-Zuid", "Zephur-West", "Eurus-Oost" en "Boreas-Noord"        | Oui                   |                                  | Anvers            | Grotehondstraat 46            | 51° 12′ 20″ nord, 4° 25′ 44″ est | 6819                | Téléverser            |
| (nl) "Notus-Zuid", "Zephur-West", "Eurus-Oost" en "Boreas-Noord"        | Oui                   |                                  | Anvers            | Grotehondstraat 48            | 51° 12′ 20″ nord, 4° 25′ 44″ est | 6819                | Téléverser            |
| (nl) Pand in neo-François I-stijl                                       | Oui                   |                                  | Anvers            | Grotehondstraat 42            | 51° 12′ 20″ nord, 4° 25′ 44″ est | 6820                | Téléverser            |
| (nl) Pand in neo-François I-stijl                                       | Oui                   |                                  | Anvers            | Grotehondstraat 44            | 51° 12′ 20″ nord, 4° 25′ 44″ est | 6820                | Téléverser            |
| (nl) School "SILO 16"                                                   |                       |                                  | Anvers            | Grotehondstraat 52            | 51° 12′ 20″ nord, 4° 25′ 47″ est | 6821                | Téléverser            |
| (nl) Bureau en werkplaats MIVA                                          |                       |                                  | Anvers            | Grotehondstraat 58            | 51° 12′ 20″ nord, 4° 25′ 51″ est | 6822                | Téléverser            |
| (nl) Huizen                                                             |                       |                                  | Anvers            | Kleinebeerstraat 23           | 51° 12′ 28″ nord, 4° 25′ 41″ est | 7010                | Téléverser            |
| (nl) Huizen                                                             |                       |                                  | Anvers            | Kleinebeerstraat 27           | 51° 12′ 28″ nord, 4° 25′ 41″ est | 7010                | Téléverser            |
| (nl) Huis                                                               |                       |                                  | Anvers            | Kleinebeerstraat 29           | 51° 12′ 28″ nord, 4° 25′ 41″ est | 7011                | Téléverser            |
| (nl) Huizen                                                             |                       |                                  | Anvers            | Kleinebeerstraat 35           | 51° 12′ 27″ nord, 4° 25′ 43″ est | 7012                | Téléverser            |
| (nl) Huizen                                                             |                       |                                  | Anvers            | Kleinebeerstraat 37           | 51° 12′ 27″ nord, 4° 25′ 43″ est | 7012                | Téléverser            |
| (nl) Huizen                                                             |                       |                                  | Anvers            | Kleinebeerstraat 39           | 51° 12′ 27″ nord, 4° 25′ 43″ est | 7012                | Téléverser            |
| (nl) Huizen                                                             |                       |                                  | Anvers            | Kleinebeerstraat 41           | 51° 12′ 27″ nord, 4° 25′ 43″ est | 7012                | Téléverser            |
| (nl) Huizen                                                             |                       |                                  | Anvers            | Kleinebeerstraat 43           | 51° 12′ 27″ nord, 4° 25′ 43″ est | 7012                | Téléverser            |
| (nl) Huizen                                                             |                       |                                  | Anvers            | Kleinebeerstraat 45           | 51° 12′ 27″ nord, 4° 25′ 43″ est | 7012                | Téléverser            |
| (nl) Huizen                                                             |                       |                                  | Anvers            | Kleinebeerstraat 47           | 51° 12′ 27″ nord, 4° 25′ 43″ est | 7012                | Téléverser            |
| (nl) Huizen                                                             |                       |                                  | Anvers            | Kleinebeerstraat 49           | 51° 12′ 27″ nord, 4° 25′ 43″ est | 7012                | Téléverser            |
| (nl) Huizen                                                             |                       |                                  | Anvers            | Kleinebeerstraat 51           | 51° 12′ 27″ nord, 4° 25′ 43″ est | 7012                | Téléverser            |
| (nl) Huizen                                                             |                       |                                  | Anvers            | Kleinebeerstraat 53           | 51° 12′ 27″ nord, 4° 25′ 43″ est | 7012                | Téléverser            |
| (nl) Huizen                                                             |                       |                                  | Anvers            | Kleinebeerstraat 6            | 51° 12′ 27″ nord, 4° 25′ 39″ est | 7013                | Téléverser            |
| (nl) Huizen                                                             |                       |                                  | Anvers            | Kleinebeerstraat 8            | 51° 12′ 27″ nord, 4° 25′ 39″ est | 7013                | Téléverser            |
| (nl) Huizen                                                             |                       |                                  | Anvers            | Kleinebeerstraat 10           | 51° 12′ 27″ nord, 4° 25′ 39″ est | 7013                | Téléverser            |
| (nl) Huizen                                                             |                       |                                  | Anvers            | Kleinebeerstraat 12           | 51° 12′ 27″ nord, 4° 25′ 39″ est | 7013                | Téléverser            |
| (nl) Huizen                                                             |                       |                                  | Anvers            | Kleinebeerstraat 15           | 51° 12′ 28″ nord, 4° 25′ 39″ est | 7014                | Téléverser            |
| (nl) Huizen                                                             |                       |                                  | Anvers            | Kleinebeerstraat 17           | 51° 12′ 28″ nord, 4° 25′ 39″ est | 7014                | Téléverser            |
| (nl) Diephuis                                                           |                       |                                  | Anvers            | Kleinebeerstraat 57           | 51° 12′ 26″ nord, 4° 25′ 45″ est | 7015                | Téléverser            |
| (nl) Neogotische enkelhuizen                                            |                       |                                  | Anvers            | Kleinebeerstraat 14           | 51° 12′ 27″ nord, 4° 25′ 40″ est | 7016                | Téléverser            |
| (nl) Neogotische enkelhuizen                                            |                       |                                  | Anvers            | Kleinebeerstraat 16           | 51° 12′ 27″ nord, 4° 25′ 40″ est | 7016                | Téléverser            |
| (nl) Woningen met winkelpuien                                           |                       |                                  | Anvers            | Kleinebeerstraat 28           | 51° 12′ 26″ nord, 4° 25′ 43″ est | 7017                | Téléverser            |
| (nl) Woningen met winkelpuien                                           |                       |                                  | Anvers            | Kleinebeerstraat 30           | 51° 12′ 26″ nord, 4° 25′ 43″ est | 7017                | Téléverser            |
| (nl) Enkelhuis in neorenaissancestijl                                   | Oui                   |                                  | Anvers            | Kleinehondstraat 15           | 51° 12′ 22″ nord, 4° 25′ 50″ est | 7018                | Téléverser            |
| (nl) Twee enkelhuizen in neo-Vlaamse renaissancestijl                   |                       |                                  | Anvers            | Kleinehondstraat 10           | 51° 12′ 23″ nord, 4° 25′ 48″ est | 7019                | Téléverser            |
| (nl) Twee enkelhuizen in neo-Vlaamse renaissancestijl                   |                       |                                  | Anvers            | Kleinehondstraat 16           | 51° 12′ 23″ nord, 4° 25′ 48″ est | 7019                | Téléverser            |
| (nl) Enkelhuizen                                                        |                       |                                  | Anvers            | Korte Van Ruusbroecstraat 25  | 51° 12′ 31″ nord, 4° 25′ 33″ est | 7069                | Téléverser            |
| (nl) Enkelhuizen                                                        |                       |                                  | Anvers            | Korte Van Ruusbroecstraat 27  | 51° 12′ 31″ nord, 4° 25′ 33″ est | 7069                | Téléverser            |
| (nl) Enkelhuizen                                                        |                       |                                  | Anvers            | Korte Van Ruusbroecstraat 29  | 51° 12′ 31″ nord, 4° 25′ 33″ est | 7069                | Téléverser            |
| (nl) Enkelhuizen                                                        |                       |                                  | Anvers            | Korte Van Ruusbroecstraat 31  | 51° 12′ 31″ nord, 4° 25′ 33″ est | 7069                | Téléverser            |
| (nl) Enkelhuizen                                                        |                       |                                  | Anvers            | Korte Van Ruusbroecstraat 33  | 51° 12′ 31″ nord, 4° 25′ 33″ est | 7069                | Téléverser            |
| (nl) Enkelhuizen                                                        |                       |                                  | Anvers            | Korte Van Ruusbroecstraat 35  | 51° 12′ 31″ nord, 4° 25′ 33″ est | 7069                | Téléverser            |
| (nl) Enkelhuizen                                                        |                       |                                  | Anvers            | Korte Van Ruusbroecstraat 43  | 51° 12′ 31″ nord, 4° 25′ 33″ est | 7069                | Téléverser            |
| (nl) Enkelhuizen                                                        |                       |                                  | Anvers            | Korte Van Ruusbroecstraat 45  | 51° 12′ 31″ nord, 4° 25′ 33″ est | 7069                | Téléverser            |
| (nl) Enkelhuizen                                                        |                       |                                  | Anvers            | Korte Van Ruusbroecstraat 46  | 51° 12′ 31″ nord, 4° 25′ 33″ est | 7069                | Téléverser            |
| (nl) Enkelhuizen                                                        |                       |                                  | Anvers            | Korte Van Ruusbroecstraat 48  | 51° 12′ 31″ nord, 4° 25′ 33″ est | 7069                | Téléverser            |
| (nl) Enkelhuis in neorenaissancestijl                                   |                       |                                  | Anvers            | Lange Altaarstraat 17         | 51° 12′ 26″ nord, 4° 25′ 58″ est | 7105                | Téléverser            |
| (nl) Neoclassicistische woning                                          |                       |                                  | Anvers            | Lange Altaarstraat 27         | 51° 12′ 25″ nord, 4° 25′ 58″ est | 7106                | Téléverser            |
| (nl) Hoekpand met Dolfijnstraat                                         |                       |                                  | Anvers            | Lange Altaarstraat 29         | 51° 12′ 24″ nord, 4° 25′ 58″ est | 7107                | Téléverser            |
| (nl) Enkelhuis in neorenaissancestijl                                   |                       |                                  | Anvers            | Lange Altaarstraat 2          | 51° 12′ 27″ nord, 4° 25′ 56″ est | 7108                | Téléverser            |
| (nl) Eenheidsbebouwing van drie enkelhuizen                             |                       |                                  | Anvers            | Lange Van Ruusbroecstraat 7   | 51° 12′ 28″ nord, 4° 25′ 32″ est | 7203                | Téléverser            |
| (nl) Eenheidsbebouwing van drie enkelhuizen                             |                       |                                  | Anvers            | Lange Van Ruusbroecstraat 9   | 51° 12′ 28″ nord, 4° 25′ 32″ est | 7203                | Téléverser            |
| (nl) Art Nouveau rijhuizen                                              | Oui                   |                                  | Anvers            | Lange Van Ruusbroecstraat 13  | 51° 12′ 28″ nord, 4° 25′ 33″ est | 7204                | Téléverser            |
| (nl) Art Nouveau rijhuizen                                              | Oui                   |                                  | Anvers            | Lange Van Ruusbroecstraat 15  | 51° 12′ 28″ nord, 4° 25′ 33″ est | 7204                | Téléverser            |
| (nl) Hoekpand in neotraditionele stijl                                  |                       |                                  | Anvers            | Lange Van Ruusbroecstraat 31  | 51° 12′ 29″ nord, 4° 25′ 36″ est | 7205                | Téléverser            |
| (nl) Hoekpand in neotraditionele stijl                                  |                       |                                  | Anvers            | Rolwagenstraat 79             | 51° 12′ 29″ nord, 4° 25′ 36″ est | 7205                | Téléverser            |
| (nl) Neoclassicistische enkelhuizen                                     |                       |                                  | Anvers            | Lange Van Ruusbroecstraat 45  | 51° 12′ 32″ nord, 4° 25′ 43″ est | 7206                | Téléverser            |
| (nl) Neoclassicistische enkelhuizen                                     |                       |                                  | Anvers            | Lange Van Ruusbroecstraat 47  | 51° 12′ 32″ nord, 4° 25′ 43″ est | 7206                | Téléverser            |
| (nl) Neoclassicistische enkelhuizen                                     |                       |                                  | Anvers            | Lange Van Ruusbroecstraat 49  | 51° 12′ 32″ nord, 4° 25′ 43″ est | 7206                | Téléverser            |
| (nl) Neoclassicistische enkelhuizen                                     |                       |                                  | Anvers            | Lange Van Ruusbroecstraat 51  | 51° 12′ 32″ nord, 4° 25′ 43″ est | 7206                | Téléverser            |
| (nl) Neoclassicistische enkelhuizen                                     |                       |                                  | Anvers            | Lange Van Ruusbroecstraat 53  | 51° 12′ 32″ nord, 4° 25′ 43″ est | 7206                | Téléverser            |
| (nl) Neoclassicistische enkelhuizen                                     |                       |                                  | Anvers            | Lange Van Ruusbroecstraat 57  | 51° 12′ 32″ nord, 4° 25′ 43″ est | 7206                | Téléverser            |
| (nl) Neoclassicistische enkelhuizen                                     |                       |                                  | Anvers            | Lange Van Ruusbroecstraat 63  | 51° 12′ 32″ nord, 4° 25′ 43″ est | 7206                | Téléverser            |
| (nl) Neoclassicistische enkelhuizen                                     |                       |                                  | Anvers            | Lange Van Ruusbroecstraat 65  | 51° 12′ 32″ nord, 4° 25′ 43″ est | 7206                | Téléverser            |
| (nl) Neoclassicistische enkelhuizen                                     |                       |                                  | Anvers            | Lange Van Ruusbroecstraat 67  | 51° 12′ 32″ nord, 4° 25′ 43″ est | 7206                | Téléverser            |
| (nl) Neoclassicistische enkelhuizen                                     |                       |                                  | Anvers            | Lange Van Ruusbroecstraat 69  | 51° 12′ 32″ nord, 4° 25′ 43″ est | 7206                | Téléverser            |
| (nl) Neoclassicistische enkelhuizen                                     |                       |                                  | Anvers            | Lange Van Ruusbroecstraat 71  | 51° 12′ 32″ nord, 4° 25′ 43″ est | 7206                | Téléverser            |
| (nl) Neoclassicistische enkelhuizen                                     |                       |                                  | Anvers            | Lange Van Ruusbroecstraat 83  | 51° 12′ 32″ nord, 4° 25′ 43″ est | 7206                | Téléverser            |
| (nl) Neoclassicistische enkelhuizen                                     |                       |                                  | Anvers            | Lange Van Ruusbroecstraat 85  | 51° 12′ 32″ nord, 4° 25′ 43″ est | 7206                | Téléverser            |
| (nl) Neoclassicistische enkelhuizen                                     |                       |                                  | Anvers            | Lange Van Ruusbroecstraat 87  | 51° 12′ 32″ nord, 4° 25′ 43″ est | 7206                | Téléverser            |
| (nl) Neoclassicistische enkelhuizen                                     |                       |                                  | Anvers            | Lange Van Ruusbroecstraat 89  | 51° 12′ 32″ nord, 4° 25′ 43″ est | 7206                | Téléverser            |
| (nl) Neoclassicistische enkelhuizen                                     |                       |                                  | Anvers            | Lange Van Ruusbroecstraat 91  | 51° 12′ 32″ nord, 4° 25′ 43″ est | 7206                | Téléverser            |
| (nl) Neoclassicistische enkelhuizen                                     |                       |                                  | Anvers            | Lange Van Ruusbroecstraat 99  | 51° 12′ 32″ nord, 4° 25′ 43″ est | 7206                | Téléverser            |
| (nl) Neoclassicistische enkelhuizen                                     |                       |                                  | Anvers            | Lange Van Ruusbroecstraat 101 | 51° 12′ 32″ nord, 4° 25′ 43″ est | 7206                | Téléverser            |
| (nl) Neoclassicistische enkelhuizen                                     |                       |                                  | Anvers            | Lange Van Ruusbroecstraat 103 | 51° 12′ 32″ nord, 4° 25′ 43″ est | 7206                | Téléverser            |
| (nl) Neoclassicistische enkelhuizen                                     |                       |                                  | Anvers            | Lange Van Ruusbroecstraat 105 | 51° 12′ 32″ nord, 4° 25′ 43″ est | 7206                | Téléverser            |
| (nl) Neoclassicistische enkelhuizen                                     |                       |                                  | Anvers            | Lange Van Ruusbroecstraat 107 | 51° 12′ 32″ nord, 4° 25′ 43″ est | 7206                | Téléverser            |
| (nl) Neoclassicistische enkelhuizen                                     |                       |                                  | Anvers            | Lange Van Ruusbroecstraat 109 | 51° 12′ 32″ nord, 4° 25′ 43″ est | 7206                | Téléverser            |
| (nl) Eenheidsbebouwing in neoclassicistische stijl                      |                       |                                  | Anvers            | Lange Van Ruusbroecstraat 67  | 51° 12′ 31″ nord, 4° 25′ 42″ est | 7207                | Téléverser            |
| (nl) Eenheidsbebouwing in neoclassicistische stijl                      |                       |                                  | Anvers            | Lange Van Ruusbroecstraat 69  | 51° 12′ 31″ nord, 4° 25′ 42″ est | 7207                | Téléverser            |
| (nl) Enkelhuis in neo-Vlaamse renaissancestijl                          |                       |                                  | Anvers            | Lange Van Ruusbroecstraat 95  | 51° 12′ 32″ nord, 4° 25′ 47″ est | 7208                | Téléverser            |
| (nl) Neorenaissance enkelhuis                                           |                       |                                  | Anvers            | Lange Van Ruusbroecstraat 97  | 51° 12′ 32″ nord, 4° 25′ 47″ est | 7209                | Téléverser            |
| (nl) Eenheidsbebouwing van drie enkelhuizen                             |                       |                                  | Anvers            | Lange Van Ruusbroecstraat 111 | 51° 12′ 33″ nord, 4° 25′ 49″ est | 7210                | Téléverser            |
| (nl) Eenheidsbebouwing van drie enkelhuizen                             |                       |                                  | Anvers            | Lange Van Ruusbroecstraat 113 | 51° 12′ 33″ nord, 4° 25′ 49″ est | 7210                | Téléverser            |
| (nl) Eenheidsbebouwing van drie enkelhuizen                             |                       |                                  | Anvers            | Lange Van Ruusbroecstraat 115 | 51° 12′ 33″ nord, 4° 25′ 49″ est | 7210                | Téléverser            |
| (nl) Enkelhuis                                                          |                       |                                  | Anvers            | Lange Van Ruusbroecstraat 133 | 51° 12′ 33″ nord, 4° 25′ 52″ est | 7211                | Téléverser            |
| (nl) Art Nouveau enkelhuis                                              | Oui                   |                                  | Anvers            | Lange Van Ruusbroecstraat 135 | 51° 12′ 33″ nord, 4° 25′ 52″ est | 7212                | Téléverser            |
| (nl) Enkelhuis in neo-Lodewijk XVI-stijl                                |                       |                                  | Anvers            | Lange Van Ruusbroecstraat 2   | 51° 12′ 27″ nord, 4° 25′ 32″ est | 7213                | Téléverser            |
| (nl) Art Nouveau enkelhuis                                              |                       |                                  | Anvers            | Lange Van Ruusbroecstraat 4   | 51° 12′ 27″ nord, 4° 25′ 32″ est | 7214                | Téléverser            |
| (nl) Neorococo enkelhuis                                                |                       |                                  | Anvers            | Lange Van Ruusbroecstraat 6   | 51° 12′ 27″ nord, 4° 25′ 33″ est | 7215                | Téléverser            |
| (nl) Enkelhuis                                                          |                       |                                  | Anvers            | Lange Van Ruusbroecstraat 8   | 51° 12′ 27″ nord, 4° 25′ 33″ est | 7216                | Téléverser            |
| (nl) Art Nouveau enkelhuis                                              |                       |                                  | Anvers            | Lange Van Ruusbroecstraat 10  | 51° 12′ 27″ nord, 4° 25′ 33″ est | 7217                | Téléverser            |
| (nl) Neoclassicistische enkelhuizen                                     |                       |                                  | Anvers            | Lange Van Ruusbroecstraat 54  | 51° 12′ 31″ nord, 4° 25′ 44″ est | 7218                | Téléverser            |
| (nl) Neoclassicistische enkelhuizen                                     |                       |                                  | Anvers            | Lange Van Ruusbroecstraat 56  | 51° 12′ 31″ nord, 4° 25′ 44″ est | 7218                | Téléverser            |
| (nl) Neoclassicistische enkelhuizen                                     |                       |                                  | Anvers            | Lange Van Ruusbroecstraat 60  | 51° 12′ 31″ nord, 4° 25′ 44″ est | 7218                | Téléverser            |
| (nl) Neoclassicistische enkelhuizen                                     |                       |                                  | Anvers            | Lange Van Ruusbroecstraat 62  | 51° 12′ 31″ nord, 4° 25′ 44″ est | 7218                | Téléverser            |
| (nl) Neoclassicistische enkelhuizen                                     |                       |                                  | Anvers            | Lange Van Ruusbroecstraat 64  | 51° 12′ 31″ nord, 4° 25′ 44″ est | 7218                | Téléverser            |
| (nl) Neoclassicistische enkelhuizen                                     |                       |                                  | Anvers            | Lange Van Ruusbroecstraat 70  | 51° 12′ 31″ nord, 4° 25′ 44″ est | 7218                | Téléverser            |
| (nl) Neoclassicistische enkelhuizen                                     |                       |                                  | Anvers            | Lange Van Ruusbroecstraat 72  | 51° 12′ 31″ nord, 4° 25′ 44″ est | 7218                | Téléverser            |
| (nl) Neoclassicistische enkelhuizen                                     |                       |                                  | Anvers            | Lange Van Ruusbroecstraat 78  | 51° 12′ 31″ nord, 4° 25′ 44″ est | 7218                | Téléverser            |
| (nl) Neorenaissance diephuizen                                          |                       |                                  | Anvers            | Lange Van Ruusbroecstraat 58  | 51° 12′ 31″ nord, 4° 25′ 44″ est | 7219                | Téléverser            |
| (nl) Neorenaissance diephuizen                                          |                       |                                  | Anvers            | Lange Van Ruusbroecstraat 66  | 51° 12′ 31″ nord, 4° 25′ 44″ est | 7219                | Téléverser            |
| (nl) Neorenaissance diephuizen                                          |                       |                                  | Anvers            | Lange Van Ruusbroecstraat 74  | 51° 12′ 31″ nord, 4° 25′ 44″ est | 7219                | Téléverser            |
| (nl) Neoclassicistische rijhuizen                                       |                       |                                  | Anvers            | Lange Van Ruusbroecstraat 80  | 51° 12′ 32″ nord, 4° 25′ 49″ est | 7220                | Téléverser            |
| (nl) Neoclassicistische rijhuizen                                       |                       |                                  | Anvers            | Lange Van Ruusbroecstraat 82  | 51° 12′ 32″ nord, 4° 25′ 49″ est | 7220                | Téléverser            |
| (nl) Neoclassicistische rijhuizen                                       |                       |                                  | Anvers            | Lange Van Ruusbroecstraat 84  | 51° 12′ 32″ nord, 4° 25′ 49″ est | 7220                | Téléverser            |
| (nl) Neoclassicistische rijhuizen                                       |                       |                                  | Anvers            | Lange Van Ruusbroecstraat 112 | 51° 12′ 32″ nord, 4° 25′ 49″ est | 7220                | Téléverser            |
| (nl) Neoclassicistische rijhuizen                                       |                       |                                  | Anvers            | Lange Van Ruusbroecstraat 114 | 51° 12′ 32″ nord, 4° 25′ 49″ est | 7220                | Téléverser            |
| (nl) Neoclassicistische rijhuizen                                       |                       |                                  | Anvers            | Lange Van Ruusbroecstraat 116 | 51° 12′ 32″ nord, 4° 25′ 49″ est | 7220                | Téléverser            |
| (nl) Neoclassicistische eenheidsbebouwing                               |                       |                                  | Anvers            | Lange Van Ruusbroecstraat 86  | 51° 12′ 32″ nord, 4° 25′ 52″ est | 7221                | Téléverser            |
| (nl) Neoclassicistische eenheidsbebouwing                               |                       |                                  | Anvers            | Lange Van Ruusbroecstraat 88  | 51° 12′ 32″ nord, 4° 25′ 52″ est | 7221                | Téléverser            |
| (nl) Neoclassicistische eenheidsbebouwing                               |                       |                                  | Anvers            | Lange Van Ruusbroecstraat 90  | 51° 12′ 32″ nord, 4° 25′ 52″ est | 7221                | Téléverser            |
| (nl) Neoclassicistische eenheidsbebouwing                               |                       |                                  | Anvers            | Lange Van Ruusbroecstraat 92  | 51° 12′ 32″ nord, 4° 25′ 52″ est | 7221                | Téléverser            |
| (nl) Neoclassicistische eenheidsbebouwing                               |                       |                                  | Anvers            | Lange Van Ruusbroecstraat 94  | 51° 12′ 32″ nord, 4° 25′ 52″ est | 7221                | Téléverser            |
| (nl) Neoclassicistische eenheidsbebouwing                               |                       |                                  | Anvers            | Lange Van Ruusbroecstraat 96  | 51° 12′ 32″ nord, 4° 25′ 52″ est | 7221                | Téléverser            |
| (nl) Neoclassicistische eenheidsbebouwing                               |                       |                                  | Anvers            | Lange Van Ruusbroecstraat 98  | 51° 12′ 32″ nord, 4° 25′ 52″ est | 7221                | Téléverser            |
| (nl) Neoclassicistische eenheidsbebouwing                               |                       |                                  | Anvers            | Lange Van Ruusbroecstraat 100 | 51° 12′ 32″ nord, 4° 25′ 52″ est | 7221                | Téléverser            |
| (nl) Neoclassicistische eenheidsbebouwing                               |                       |                                  | Anvers            | Lange Van Ruusbroecstraat 102 | 51° 12′ 32″ nord, 4° 25′ 52″ est | 7221                | Téléverser            |
| (nl) Neoclassicistische eenheidsbebouwing                               |                       |                                  | Anvers            | Lange Van Ruusbroecstraat 104 | 51° 12′ 32″ nord, 4° 25′ 52″ est | 7221                | Téléverser            |
| (nl) Neoclassicistische eenheidsbebouwing                               |                       |                                  | Anvers            | Lange Van Ruusbroecstraat 106 | 51° 12′ 32″ nord, 4° 25′ 52″ est | 7221                | Téléverser            |
| (nl) Neoclassicistische eenheidsbebouwing                               |                       |                                  | Anvers            | Lange Van Ruusbroecstraat 108 | 51° 12′ 32″ nord, 4° 25′ 52″ est | 7221                | Téléverser            |
| (nl) Hoekhuis met Walvisstraat                                          |                       |                                  | Anvers            | Nottebohmstraat 28            | 51° 12′ 30″ nord, 4° 25′ 53″ est | 7381                | Téléverser            |
| (nl) Synagoog Romi Goldmuntz                                            |                       |                                  | Anvers            | Oostenstraat 2                | 51° 12′ 34″ nord, 4° 25′ 27″ est | 7398                | Téléverser            |
| (nl) Rijhuis                                                            |                       |                                  | Anvers            | Oostenstraat 26               | 51° 12′ 30″ nord, 4° 25′ 30″ est | 7399                | Téléverser            |
| (nl) "'t Daghet in den Oosten", enkelhuis                               | Oui                   |                                  | Anvers            | Oostenstraat 28               | 51° 12′ 29″ nord, 4° 25′ 30″ est | 7400                | Téléverser            |
| (nl) Enkelhuis                                                          |                       |                                  | Anvers            | Oostenstraat 30               | 51° 12′ 29″ nord, 4° 25′ 30″ est | 7401                | Téléverser            |
| (nl) Enkelhuis                                                          |                       |                                  | Anvers            | Oostenstraat 31               | 51° 12′ 29″ nord, 4° 25′ 31″ est | 7402                | Téléverser            |
| (nl) Eclectisch enkelhuis                                               | Oui                   |                                  | Anvers            | Oostenstraat 32               | 51° 12′ 29″ nord, 4° 25′ 31″ est | 7403                | Téléverser            |
| (nl) Art Nouveau enkelhuis                                              | Oui                   |                                  | Anvers            | Oostenstraat 34               | 51° 12′ 28″ nord, 4° 25′ 31″ est | 7404                | Téléverser            |
| (nl) "Den Herfst", eigen woning van J. De Weerdt                        | Oui                   |                                  | Anvers            | Oostenstraat 36               | 51° 12′ 28″ nord, 4° 25′ 31″ est | 7405                | Téléverser            |
| (nl) Hoek- en rijhuizen in eclectische stijl                            |                       |                                  | Anvers            | Oostenstraat 38               | 51° 12′ 26″ nord, 4° 25′ 32″ est | 7406                | Téléverser            |
| (nl) Hoek- en rijhuizen in eclectische stijl                            |                       |                                  | Anvers            | Oostenstraat 40               | 51° 12′ 26″ nord, 4° 25′ 32″ est | 7406                | Téléverser            |
| (nl) Hoek- en rijhuizen in eclectische stijl                            |                       |                                  | Anvers            | Oostenstraat 41               | 51° 12′ 26″ nord, 4° 25′ 32″ est | 7406                | Téléverser            |
| (nl) Hoofdsynagoge van de Israelisch Orthodoxe Gemeente Machsiké Hadass | Oui                   |                                  | Anvers            | Oostenstraat 43               | 51° 12′ 26″ nord, 4° 25′ 33″ est | 7407                | Téléverser            |
| (nl) Hoofdsynagoge van de Israelisch Orthodoxe Gemeente Machsiké Hadass | Oui                   |                                  | Anvers            | Oostenstraat 44               | 51° 12′ 26″ nord, 4° 25′ 33″ est | 7407                | Téléverser            |
| (nl) Neorococo enkelhuis                                                | Oui                   |                                  | Anvers            | Plantin en Moretuslei 74      | 51° 12′ 37″ nord, 4° 25′ 26″ est | 7463                | Téléverser            |
| (nl) Meergezinswoningen in Art Deco                                     | Oui                   |                                  | Anvers            | Plantin en Moretuslei 76      | 51° 12′ 38″ nord, 4° 25′ 29″ est | 7464                | Téléverser            |
| (nl) Meergezinswoningen in Art Deco                                     | Oui                   |                                  | Anvers            | Plantin en Moretuslei 78      | 51° 12′ 38″ nord, 4° 25′ 29″ est | 7464                | Téléverser            |
| (nl) Meergezinswoningen in Art Deco                                     | Oui                   |                                  | Anvers            | Plantin en Moretuslei 86      | 51° 12′ 38″ nord, 4° 25′ 29″ est | 7464                | Téléverser            |
| (nl) Meergezinswoningen in Art Deco                                     | Oui                   |                                  | Anvers            | Plantin en Moretuslei 88      | 51° 12′ 38″ nord, 4° 25′ 29″ est | 7464                | Téléverser            |
| (nl) Meergezinswoningen in Art Deco                                     | Oui                   |                                  | Anvers            | Plantin en Moretuslei 90      | 51° 12′ 38″ nord, 4° 25′ 29″ est | 7464                | Téléverser            |
| (nl) Enkelhuizen                                                        |                       |                                  | Anvers            | Plantin en Moretuslei 110     | 51° 12′ 35″ nord, 4° 25′ 42″ est | 7465                | Téléverser            |
| (nl) Enkelhuizen                                                        |                       |                                  | Anvers            | Plantin en Moretuslei 112     | 51° 12′ 35″ nord, 4° 25′ 42″ est | 7465                | Téléverser            |
| (nl) Enkelhuizen                                                        |                       |                                  | Anvers            | Plantin en Moretuslei 114     | 51° 12′ 35″ nord, 4° 25′ 42″ est | 7465                | Téléverser            |
| (nl) Enkelhuizen                                                        |                       |                                  | Anvers            | Plantin en Moretuslei 116     | 51° 12′ 35″ nord, 4° 25′ 42″ est | 7465                | Téléverser            |
| (nl) Art Nouveau winkelhuis                                             |                       |                                  | Anvers            | Provinciestraat 269           | 51° 12′ 34″ nord, 4° 25′ 32″ est | 7475                | Téléverser            |
| (nl) Enkelhuis                                                          |                       |                                  | Anvers            | Provinciestraat 250           | 51° 12′ 35″ nord, 4° 25′ 31″ est | 7479                | Téléverser            |
| (nl) Eenheidsbebouwing                                                  |                       |                                  | Anvers            | Raafstraat 8                  | 51° 12′ 33″ nord, 4° 25′ 44″ est | 7492                | Téléverser            |
| (nl) Eenheidsbebouwing                                                  |                       |                                  | Anvers            | Raafstraat 10                 | 51° 12′ 33″ nord, 4° 25′ 44″ est | 7492                | Téléverser            |
| (nl) Eenheidsbebouwing                                                  |                       |                                  | Anvers            | Raafstraat 12                 | 51° 12′ 33″ nord, 4° 25′ 44″ est | 7492                | Téléverser            |
| (nl) Eenheidsbebouwing                                                  |                       |                                  | Anvers            | Raafstraat 14                 | 51° 12′ 33″ nord, 4° 25′ 44″ est | 7492                | Téléverser            |
| (nl) Eenheidsbebouwing                                                  |                       |                                  | Anvers            | Raafstraat 16                 | 51° 12′ 33″ nord, 4° 25′ 44″ est | 7492                | Téléverser            |
| (nl) Winkelhuis                                                         |                       |                                  | Anvers            | Ramstraat 2                   | 51° 12′ 29″ nord, 4° 25′ 40″ est | 7493                | Téléverser            |
| (nl) Enkelhuizen                                                        |                       |                                  | Anvers            | Ramstraat 4                   | 51° 12′ 29″ nord, 4° 25′ 40″ est | 7494                | Téléverser            |
| (nl) Enkelhuizen                                                        |                       |                                  | Anvers            | Ramstraat 8                   | 51° 12′ 29″ nord, 4° 25′ 40″ est | 7494                | Téléverser            |
| (nl) Drie enkelhuizen in eenheidsbebouwing                              |                       |                                  | Anvers            | Ramstraat 10                  | 51° 12′ 29″ nord, 4° 25′ 40″ est | 7495                | Téléverser            |
| (nl) Drie enkelhuizen in eenheidsbebouwing                              |                       |                                  | Anvers            | Ramstraat 12                  | 51° 12′ 29″ nord, 4° 25′ 40″ est | 7495                | Téléverser            |
| (nl) Hoekhuis met Grote Beerstraat                                      |                       |                                  | Anvers            | Ramstraat 24                  | 51° 12′ 28″ nord, 4° 25′ 44″ est | 7496                | Téléverser            |
| (nl) Seriebouw van acht enkelhuizen                                     |                       |                                  | Anvers            | Ramstraat 26                  | 51° 12′ 27″ nord, 4° 25′ 45″ est | 7497                | Téléverser            |
| (nl) Seriebouw van acht enkelhuizen                                     |                       |                                  | Anvers            | Ramstraat 28                  | 51° 12′ 27″ nord, 4° 25′ 45″ est | 7497                | Téléverser            |
| (nl) Seriebouw van acht enkelhuizen                                     |                       |                                  | Anvers            | Ramstraat 30                  | 51° 12′ 27″ nord, 4° 25′ 45″ est | 7497                | Téléverser            |
| (nl) Seriebouw van acht enkelhuizen                                     |                       |                                  | Anvers            | Ramstraat 32                  | 51° 12′ 27″ nord, 4° 25′ 45″ est | 7497                | Téléverser            |
| (nl) Seriebouw van acht enkelhuizen                                     |                       |                                  | Anvers            | Ramstraat 34                  | 51° 12′ 27″ nord, 4° 25′ 45″ est | 7497                | Téléverser            |
| (nl) Seriebouw van acht enkelhuizen                                     |                       |                                  | Anvers            | Ramstraat 36                  | 51° 12′ 27″ nord, 4° 25′ 45″ est | 7497                | Téléverser            |
| (nl) Seriebouw van acht enkelhuizen                                     |                       |                                  | Anvers            | Ramstraat 38                  | 51° 12′ 27″ nord, 4° 25′ 45″ est | 7497                | Téléverser            |
| (nl) Seriebouw van acht enkelhuizen                                     |                       |                                  | Anvers            | Ramstraat 40                  | 51° 12′ 27″ nord, 4° 25′ 45″ est | 7497                | Téléverser            |
| (nl) Eenheidsbebouwing huizen                                           |                       |                                  | Anvers            | Ramstraat 42                  | 51° 12′ 27″ nord, 4° 25′ 47″ est | 7498                | Téléverser            |
| (nl) Eenheidsbebouwing huizen                                           |                       |                                  | Anvers            | Ramstraat 44                  | 51° 12′ 27″ nord, 4° 25′ 47″ est | 7498                | Téléverser            |
| (nl) Eenheidsbebouwing huizen                                           |                       |                                  | Anvers            | Ramstraat 46                  | 51° 12′ 27″ nord, 4° 25′ 47″ est | 7498                | Téléverser            |
| (nl) "Sint-Edmonduscollege"                                             |                       |                                  | Anvers            | Rolwagenstraat 73             | 51° 12′ 31″ nord, 4° 25′ 37″ est | 7507                | Téléverser            |
| (nl) Neorococo gevelwand                                                |                       |                                  | Anvers            | Schorpioenstraat 11           | 51° 12′ 29″ nord, 4° 26′ 01″ est | 7526                | Téléverser            |
| (nl) Neorococo gevelwand                                                |                       |                                  | Anvers            | Schorpioenstraat 13           | 51° 12′ 29″ nord, 4° 26′ 01″ est | 7526                | Téléverser            |
| (nl) Art Nouveau huis                                                   | Oui                   |                                  | Anvers            | Schorpioenstraat 17           | 51° 12′ 29″ nord, 4° 26′ 02″ est | 7527                | (nl) Art Nouveau huis |
| (nl) Enkelhuizen                                                        |                       |                                  | Anvers            | Schorpioenstraat 6            | 51° 12′ 27″ nord, 4° 25′ 59″ est | 7528                | Téléverser            |
| (nl) Enkelhuizen                                                        |                       |                                  | Anvers            | Schorpioenstraat 8            | 51° 12′ 27″ nord, 4° 25′ 59″ est | 7528                | Téléverser            |
| (nl) Enkelhuizen                                                        |                       |                                  | Anvers            | Schorpioenstraat 10           | 51° 12′ 27″ nord, 4° 25′ 59″ est | 7528                | Téléverser            |
| (nl) Enkelhuizen                                                        |                       |                                  | Anvers            | Schorpioenstraat 12           | 51° 12′ 27″ nord, 4° 25′ 59″ est | 7528                | Téléverser            |
| (nl) Zie Dolfijnstraat nr. 49                                           |                       |                                  | Anvers            | Schorpioenstraat 22           | 51° 12′ 28″ nord, 4° 26′ 01″ est | 7529                | Téléverser            |
| (nl) Zie Dolfijnstraat nr. 49                                           |                       |                                  | Anvers            | Schorpioenstraat 24           | 51° 12′ 28″ nord, 4° 26′ 01″ est | 7529                | Téléverser            |
| (nl) Woningen                                                           |                       |                                  | Anvers            | Schorpioenstraat 26           | 51° 12′ 28″ nord, 4° 26′ 05″ est | 7530                | Téléverser            |
| (nl) Woningen                                                           |                       |                                  | Anvers            | Schorpioenstraat 28           | 51° 12′ 28″ nord, 4° 26′ 05″ est | 7530                | Téléverser            |
| (nl) Woningen                                                           |                       |                                  | Anvers            | Schorpioenstraat 30           | 51° 12′ 28″ nord, 4° 26′ 05″ est | 7530                | Téléverser            |
| (nl) Woningen                                                           |                       |                                  | Anvers            | Schorpioenstraat 32           | 51° 12′ 28″ nord, 4° 26′ 05″ est | 7530                | Téléverser            |
| (nl) Woningen                                                           |                       |                                  | Anvers            | Schorpioenstraat 34           | 51° 12′ 28″ nord, 4° 26′ 05″ est | 7530                | Téléverser            |
| (nl) Woningen                                                           |                       |                                  | Anvers            | Schorpioenstraat 36           | 51° 12′ 28″ nord, 4° 26′ 05″ est | 7530                | Téléverser            |
| (nl) Woningen                                                           |                       |                                  | Anvers            | Schorpioenstraat 38           | 51° 12′ 28″ nord, 4° 26′ 05″ est | 7530                | Téléverser            |
| (nl) Enkelhuisje                                                        |                       |                                  | Anvers            | Steenbokstraat 1              | 51° 12′ 27″ nord, 4° 25′ 38″ est | 7589                | Téléverser            |
| (nl) Eenheidsbebouwing van twee enkelhuizen                             |                       |                                  | Anvers            | Steenbokstraat 7              | 51° 12′ 25″ nord, 4° 25′ 38″ est | 7590                | Téléverser            |
| (nl) Eenheidsbebouwing van twee enkelhuizen                             |                       |                                  | Anvers            | Steenbokstraat 9              | 51° 12′ 25″ nord, 4° 25′ 38″ est | 7590                | Téléverser            |
| (nl) Eenheidsbebouwing van vijf enkelhuizen                             |                       |                                  | Anvers            | Steenbokstraat 11             | 51° 12′ 25″ nord, 4° 25′ 37″ est | 7591                | Téléverser            |
| (nl) Eenheidsbebouwing van vijf enkelhuizen                             |                       |                                  | Anvers            | Steenbokstraat 13             | 51° 12′ 25″ nord, 4° 25′ 37″ est | 7591                | Téléverser            |
| (nl) Eenheidsbebouwing van vijf enkelhuizen                             |                       |                                  | Anvers            | Steenbokstraat 15             | 51° 12′ 25″ nord, 4° 25′ 37″ est | 7591                | Téléverser            |
| (nl) Eenheidsbebouwing van vijf enkelhuizen                             |                       |                                  | Anvers            | Steenbokstraat 17             | 51° 12′ 25″ nord, 4° 25′ 37″ est | 7591                | Téléverser            |
| (nl) Eenheidsbebouwing van vijf enkelhuizen                             |                       |                                  | Anvers            | Steenbokstraat 19             | 51° 12′ 25″ nord, 4° 25′ 37″ est | 7591                | Téléverser            |
| (nl) Enkelhuis                                                          |                       |                                  | Anvers            | Steenbokstraat 35             | 51° 12′ 23″ nord, 4° 25′ 36″ est | 7592                | Téléverser            |
| (nl) Flatgebouwen                                                       |                       |                                  | Anvers            | Steenbokstraat 24             | 51° 12′ 26″ nord, 4° 25′ 36″ est | 7594                | Téléverser            |
| (nl) Flatgebouwen                                                       |                       |                                  | Anvers            | Steenbokstraat 26             | 51° 12′ 26″ nord, 4° 25′ 36″ est | 7594                | Téléverser            |
| (nl) Flatgebouwen                                                       |                       |                                  | Anvers            | Steenbokstraat 28             | 51° 12′ 26″ nord, 4° 25′ 36″ est | 7594                | Téléverser            |
| (nl) Burgerhuizen                                                       |                       |                                  | Anvers            | Steenbokstraat 30             | 51° 12′ 25″ nord, 4° 25′ 35″ est | 7595                | Téléverser            |
| (nl) Burgerhuizen                                                       |                       |                                  | Anvers            | Steenbokstraat 32             | 51° 12′ 25″ nord, 4° 25′ 35″ est | 7595                | Téléverser            |
| (nl) Burgerhuizen                                                       |                       |                                  | Anvers            | Steenbokstraat 34             | 51° 12′ 25″ nord, 4° 25′ 35″ est | 7595                | Téléverser            |
| (nl) Burgerhuizen                                                       |                       |                                  | Anvers            | Steenbokstraat 36             | 51° 12′ 25″ nord, 4° 25′ 35″ est | 7595                | Téléverser            |
| (nl) Burgerhuizen                                                       |                       |                                  | Anvers            | Steenbokstraat 38             | 51° 12′ 25″ nord, 4° 25′ 35″ est | 7595                | Téléverser            |
| (nl) Flatgebouw                                                         |                       |                                  | Anvers            | Oostenstraat 50               | 51° 12′ 24″ nord, 4° 25′ 35″ est | 7596                | Téléverser            |
| (nl) Eenheidsbebouwing van vijf enkelhuizen                             | Oui                   |                                  | Anvers            | Stierstraat 8                 | 51° 12′ 29″ nord, 4° 25′ 49″ est | 7599                | Téléverser            |
| (nl) Eenheidsbebouwing van vijf enkelhuizen                             | Oui                   |                                  | Anvers            | Stierstraat 10                | 51° 12′ 29″ nord, 4° 25′ 49″ est | 7599                | Téléverser            |
| (nl) Eenheidsbebouwing van vijf enkelhuizen                             | Oui                   |                                  | Anvers            | Stierstraat 12                | 51° 12′ 29″ nord, 4° 25′ 49″ est | 7599                | Téléverser            |
| (nl) Eenheidsbebouwing van vijf enkelhuizen                             | Oui                   |                                  | Anvers            | Stierstraat 14                | 51° 12′ 29″ nord, 4° 25′ 49″ est | 7599                | Téléverser            |
| (nl) Eenheidsbebouwing van vijf enkelhuizen                             | Oui                   |                                  | Anvers            | Stierstraat 16                | 51° 12′ 29″ nord, 4° 25′ 49″ est | 7599                | Téléverser            |
| (nl) Hoekhuis met Dolfijnstraat                                         | Oui                   |                                  | Anvers            | Tweelingenstraat 1            | 51° 12′ 26″ nord, 4° 26′ 01″ est | 7606                | Téléverser            |
| (nl) Eenheidsbebouwing in spiegelbeeld                                  |                       |                                  | Anvers            | Tweelingenstraat 9            | 51° 12′ 26″ nord, 4° 26′ 02″ est | 7607                | Téléverser            |
| (nl) Eenheidsbebouwing in spiegelbeeld                                  |                       |                                  | Anvers            | Tweelingenstraat 11           | 51° 12′ 26″ nord, 4° 26′ 02″ est | 7607                | Téléverser            |
| (nl) Eenheidsbebouwing in spiegelbeeld                                  |                       |                                  | Anvers            | Tweelingenstraat 13           | 51° 12′ 26″ nord, 4° 26′ 02″ est | 7607                | Téléverser            |
| (nl) Eenheidsbebouwing in spiegelbeeld                                  |                       |                                  | Anvers            | Tweelingenstraat 15           | 51° 12′ 26″ nord, 4° 26′ 02″ est | 7607                | Téléverser            |
| (nl) Eenheidsbebouwing in spiegelbeeld                                  |                       |                                  | Anvers            | Tweelingenstraat 17           | 51° 12′ 26″ nord, 4° 26′ 02″ est | 7607                | Téléverser            |
| (nl) Eenheidsbebouwing in spiegelbeeld                                  |                       |                                  | Anvers            | Tweelingenstraat 19           | 51° 12′ 26″ nord, 4° 26′ 02″ est | 7607                | Téléverser            |
| (nl) Enkelhuis in neo-Vlaamse renaissancestijl                          |                       |                                  | Anvers            | Tweelingenstraat 33           | 51° 12′ 28″ nord, 4° 26′ 04″ est | 7608                | Téléverser            |
| (nl) Identieke rijhuizen                                                |                       |                                  | Anvers            | Tweelingenstraat 37           | 51° 12′ 28″ nord, 4° 26′ 05″ est | 7609                | Téléverser            |
| (nl) Identieke rijhuizen                                                |                       |                                  | Anvers            | Tweelingenstraat 39           | 51° 12′ 28″ nord, 4° 26′ 05″ est | 7609                | Téléverser            |
| (nl) Enkelhuis "JAAR 1893"                                              |                       |                                  | Anvers            | Tweelingenstraat 41           | 51° 12′ 28″ nord, 4° 26′ 05″ est | 7610                | Téléverser            |
| (nl) Eenheidsbebouwing van enkelhuizen                                  |                       |                                  | Anvers            | Tweelingenstraat 61           | 51° 12′ 31″ nord, 4° 26′ 08″ est | 7611                | Téléverser            |
| (nl) Eenheidsbebouwing van enkelhuizen                                  |                       |                                  | Anvers            | Tweelingenstraat 63           | 51° 12′ 31″ nord, 4° 26′ 08″ est | 7611                | Téléverser            |
| (nl) Eenheidsbebouwing van enkelhuizen                                  |                       |                                  | Anvers            | Tweelingenstraat 65           | 51° 12′ 31″ nord, 4° 26′ 08″ est | 7611                | Téléverser            |
| (nl) Eenheidsbebouwing van enkelhuizen                                  |                       |                                  | Anvers            | Tweelingenstraat 67           | 51° 12′ 31″ nord, 4° 26′ 08″ est | 7611                | Téléverser            |
| (nl) Eenheidsbebouwing van enkelhuizen                                  |                       |                                  | Anvers            | Tweelingenstraat 69           | 51° 12′ 31″ nord, 4° 26′ 08″ est | 7611                | Téléverser            |
| (nl) Eenheidsbebouwing van enkelhuizen                                  |                       |                                  | Anvers            | Tweelingenstraat 6            | 51° 12′ 25″ nord, 4° 26′ 02″ est | 7612                | Téléverser            |
| (nl) Eenheidsbebouwing van enkelhuizen                                  |                       |                                  | Anvers            | Tweelingenstraat 8            | 51° 12′ 25″ nord, 4° 26′ 02″ est | 7612                | Téléverser            |
| (nl) Eenheidsbebouwing van enkelhuizen                                  |                       |                                  | Anvers            | Tweelingenstraat 10           | 51° 12′ 25″ nord, 4° 26′ 02″ est | 7612                | Téléverser            |
| (nl) Eenheidsbebouwing van enkelhuizen                                  |                       |                                  | Anvers            | Tweelingenstraat 12           | 51° 12′ 25″ nord, 4° 26′ 02″ est | 7612                | Téléverser            |
| (nl) Eenheidsbebouwing van enkelhuizen                                  |                       |                                  | Anvers            | Tweelingenstraat 14           | 51° 12′ 25″ nord, 4° 26′ 02″ est | 7612                | Téléverser            |
| (nl) Eenheidsbebouwing van enkelhuizen                                  |                       |                                  | Anvers            | Tweelingenstraat 16           | 51° 12′ 25″ nord, 4° 26′ 02″ est | 7612                | Téléverser            |
| (nl) Eenheidsbebouwing van enkelhuizen                                  |                       |                                  | Anvers            | Tweelingenstraat 18           | 51° 12′ 25″ nord, 4° 26′ 02″ est | 7612                | Téléverser            |
| (nl) Eenheidsbebouwing van enkelhuizen                                  |                       |                                  | Anvers            | Tweelingenstraat 20           | 51° 12′ 25″ nord, 4° 26′ 02″ est | 7612                | Téléverser            |
| (nl) Eenheidsbebouwing van enkelhuizen                                  |                       |                                  | Anvers            | Tweelingenstraat 22           | 51° 12′ 25″ nord, 4° 26′ 02″ est | 7612                | Téléverser            |
| (nl) Eenheidsbebouwing van enkelhuizen                                  |                       |                                  | Anvers            | Tweelingenstraat 24           | 51° 12′ 25″ nord, 4° 26′ 02″ est | 7612                | Téléverser            |
| (nl) Huizen                                                             |                       |                                  | Anvers            | Tweelingenstraat 56           | 51° 12′ 28″ nord, 4° 26′ 06″ est | 7613                | Téléverser            |
| (nl) Huizen                                                             |                       |                                  | Anvers            | Tweelingenstraat 58           | 51° 12′ 28″ nord, 4° 26′ 06″ est | 7613                | Téléverser            |
| (nl) Huizen                                                             |                       |                                  | Anvers            | Tweelingenstraat 60           | 51° 12′ 28″ nord, 4° 26′ 06″ est | 7613                | Téléverser            |
| (nl) Huizen                                                             |                       |                                  | Anvers            | Tweelingenstraat 62           | 51° 12′ 28″ nord, 4° 26′ 06″ est | 7613                | Téléverser            |
| (nl) Huizen                                                             |                       |                                  | Anvers            | Tweelingenstraat 64           | 51° 12′ 28″ nord, 4° 26′ 06″ est | 7613                | Téléverser            |
| (nl) Huizen                                                             |                       |                                  | Anvers            | Tweelingenstraat 66           | 51° 12′ 28″ nord, 4° 26′ 06″ est | 7613                | Téléverser            |
| (nl) Huizen                                                             |                       |                                  | Anvers            | Tweelingenstraat 68           | 51° 12′ 28″ nord, 4° 26′ 06″ est | 7613                | Téléverser            |
| (nl) Huizen                                                             |                       |                                  | Anvers            | Tweelingenstraat 70           | 51° 12′ 28″ nord, 4° 26′ 06″ est | 7613                | Téléverser            |
| (nl) Rijhuizen                                                          |                       |                                  | Anvers            | Walvisstraat 3                | 51° 12′ 31″ nord, 4° 25′ 49″ est | 7739                | Téléverser            |
| (nl) Rijhuizen                                                          |                       |                                  | Anvers            | Walvisstraat 5                | 51° 12′ 31″ nord, 4° 25′ 49″ est | 7739                | Téléverser            |
| (nl) Rijhuizen                                                          |                       |                                  | Anvers            | Walvisstraat 7                | 51° 12′ 31″ nord, 4° 25′ 49″ est | 7739                | Téléverser            |
| (nl) Eclectische eenheidsbebouwing                                      |                       |                                  | Anvers            | Walvisstraat 37               | 51° 12′ 30″ nord, 4° 25′ 54″ est | 7740                | Téléverser            |
| (nl) Eclectische eenheidsbebouwing                                      |                       |                                  | Anvers            | Walvisstraat 39               | 51° 12′ 30″ nord, 4° 25′ 54″ est | 7740                | Téléverser            |
| (nl) Eclectische eenheidsbebouwing                                      |                       |                                  | Anvers            | Walvisstraat 41               | 51° 12′ 30″ nord, 4° 25′ 54″ est | 7740                | Téléverser            |
| (nl) Eenheidsbebouwing in eclectische stijl                             |                       |                                  | Anvers            | Walvisstraat 14               | 51° 12′ 30″ nord, 4° 25′ 49″ est | 7743                | Téléverser            |
| (nl) Eenheidsbebouwing in eclectische stijl                             |                       |                                  | Anvers            | Walvisstraat 16               | 51° 12′ 30″ nord, 4° 25′ 49″ est | 7743                | Téléverser            |
| (nl) Eenheidsbebouwing in eclectische stijl                             |                       |                                  | Anvers            | Walvisstraat 18               | 51° 12′ 30″ nord, 4° 25′ 49″ est | 7743                | Téléverser            |
| (nl) Politiebureel, hoekpand                                            |                       |                                  | Anvers            | Walvisstraat 34               | 51° 12′ 30″ nord, 4° 25′ 51″ est | 7746                | Téléverser            |
| (nl) Rijhuizen                                                          |                       |                                  | Anvers            | Wolfstraat 15                 | 51° 12′ 30″ nord, 4° 25′ 55″ est | 7758                | Téléverser            |
| (nl) Rijhuizen                                                          |                       |                                  | Anvers            | Wolfstraat 19                 | 51° 12′ 30″ nord, 4° 25′ 55″ est | 7758                | Téléverser            |
| (nl) Diephuis in neorenaissancestijl                                    |                       |                                  | Anvers            | Wolfstraat 17                 | 51° 12′ 30″ nord, 4° 25′ 55″ est | 7759                | Téléverser            |
| (nl) Hoekhuis met Nottebohmstraat                                       |                       |                                  | Anvers            | Wolfstraat 35                 | 51° 12′ 32″ nord, 4° 25′ 55″ est | 7760                | Téléverser            |
| (nl) Enkelhuis "1889"                                                   |                       |                                  | Anvers            | Wolfstraat 8                  | 51° 12′ 30″ nord, 4° 25′ 57″ est | 7761                | Téléverser            |
| (nl) Diephuis in neo-Vlaamse renaissancestijl                           |                       |                                  | Anvers            | Wolfstraat 18                 | 51° 12′ 31″ nord, 4° 25′ 57″ est | 7762                | Téléverser            |
| (nl) Identieke neoclassicistische enkelhuizen                           |                       |                                  | Anvers            | Wolfstraat 22                 | 51° 12′ 31″ nord, 4° 25′ 57″ est | 7763                | Téléverser            |
| (nl) Identieke neoclassicistische enkelhuizen                           |                       |                                  | Anvers            | Wolfstraat 26                 | 51° 12′ 31″ nord, 4° 25′ 57″ est | 7763                | Téléverser            |
| (nl) Enkelhuis "Anno 1889"                                              |                       |                                  | Anvers            | Wolfstraat 24                 | 51° 12′ 31″ nord, 4° 25′ 57″ est | 7764                | Téléverser            |
| (nl) Burgerhuis                                                         | Oui                   |                                  | Anvers            | Dolfijnstraat 40              | 51° 12′ 26″ nord, 4° 26′ 01″ est | 200536              | Téléverser            |
| (nl) Burgerhuis                                                         | Oui                   |                                  | Anvers            | Dolfijnstraat 42              | 51° 12′ 26″ nord, 4° 26′ 01″ est | 200536              | Téléverser            |
| (nl) Burgerhuis                                                         | Oui                   |                                  | Anvers            | Dolfijnstraat 44              | 51° 12′ 26″ nord, 4° 26′ 02″ est | 200536              | Téléverser            |